# Romain Tenant
Romain Tenant (* 9. April 1981 in Morlaix) ist ein ehemaliger französisch-schwedischer Squashspieler.

## Karriere
Romain Tenant begann seine professionelle Karriere im Jahr 2000 und gewann auf der PSA World Tour insgesamt vier Titel. Seine höchste Platzierung in der Weltrangliste erreichte er mit Rang 95 im Dezember 2007. Mit der französischen Nationalmannschaft wurde er 2000 hinter England Vizeeuropameister. Seine letzte volle Saison bestritt er 2008 und begann im Anschluss als Trainer in Schweden zu arbeiten. 2011 nahm er erstmals mit der schwedischen Nationalmannschaft an der  Europameisterschaft teil, ebenso 2013 und 2014. Im Einzel hatte er bereits 2007, damals noch unter französischer Flagge, im Hauptfeld der Europameisterschaft gestanden. Er erreichte das Achtelfinale, in dem er Adrian Grant unterlag. 2013 wurde er schwedischer Landesmeister.

## Erfolge
- Vizeeuropameister mit der Mannschaft: 2000
- Gewonnene PSA-Titel: 4
- Schwedischer Meister: 2013